# Ідріс Хайбулаєв
Ідріс Булатович Хайбулаєв (крим. İdris Khaibulaev, 15 березня 1915 — 19 жовтня 1984) — радянський військовий, учасник Другої світової війни, Герой Радянського Союзу.

## Біографія
Ідріс Хайбулаєв народився 15 березня 1915 року в Судаку. Кримський татарин.
Війна застала його курсантом військової школи з підготовки офіцерів у Алма-Аті. На початку грудня 1941 39-а окрема стрілецька бригада, в якій служив Хайбулаєв, вирушила на фронт. Вона брала активну участь у фінальних операціях Московського контрнаступу РСЧА, за три місяці з боями пройшла понад 400 кілометрів. Там лейтенант Хайбулаєв командував взводом автоматників одного окремого стрілецького батальйону. У ході бойових дій підлеглі Хайбулаєва здобули перемогу, взявши при цьому в полон 217 німецьких солдатів і офіцерів, а також захопивши 18 ворожих гармат і три кулемети. У боях він отримав поранення в ноги, але після лікування знову повернувся на фронт і був призначений командиром 1337 гірсько-стрілецького полку.
16 березня 1942 року командир 39-ї стрілецької бригади підполковник В. А. Полевик та військком бригади старший батальйонний комісар Багаєв підписали подання на присвоєння командиру взводу автоматників 1-го окремого стрілецького батальйону лейтенанту Хайбулаєву звання. Проте 15 травня командувач 4-ї ударної армії генерал-майор Курасов та член Військової Ради бригадний комісар Рудаков винесли резолюцію про нагородження Хайбулаєва орденом Червоного Прапора.
У складі 1337-го гірничо-стрілецького полку 318-ї гірничо-стрілецької дивізії Хайбулаєв брав участь у звільненні Києва, Житомира, Рівного, Славути, Кам'янця-Подільського, Чернівців, а також Польщі та Чехословаччини. Там Хайбулаєв знову зазнав поранення.
За службу в роки Великої Вітчизняної війни Хайбулаєв був нагороджений трьома орденами Червоного Прапора, орденом Вітчизняної війни І ступеня, медалями «За бойові заслуги», «За оборону Москви», "За перемогу над Німеччиною у Великій Вітчизняній війні 1941—1941.
Після закінчення війни з дружиною, військовим фельдшером Любов'ю Василівною Хайбулаєвою (Карагодиною), та дітьми жив у місті Кувасай, Ферганська область, Узбецька РСР. 1971 року переїхав із сім'єю до селища Архипо-Осипівка Краснодарського краю. Помер 19 жовтня 1984 року.